# Siobhan Guerrero Mc Manus
Siobhan Fenella Guerrero Mc Manus (Ciudad de México, 1981) es una filósofa y humanista mexicana consolidada como defensora del derecho a la identidad de género de los menores.

## Trayectoria académica
Estudió la licenciatura en Biología en la Facultad de Ciencias, su maestría y doctorado en Filosofía de la Ciencia, en la Facultad de Filosofía y Letras y el Instituto de Investigaciones Filosóficas de la Universidad Nacional Autónoma de México, obteniendo ambos grados con mención honorífica. Actualmente es nivel II del Sistema Nacional de Investigadores y se desempeña como investigadora titular A de tiempo completo en el Centro de Investigaciones lnterdisciplinarias en Ciencias y Humanidades. Asimismo, es cofundadora del Laboratorio Nacional Diversidades, parte del Consejo Consultivo Honorario de la Rectoría General de la UAM, integrante del Comité editorial de la revista Debate Feminista y de la Asamblea General del Instituto de Liderazgo Simone de Beauvoir.
Los temas de su tesis de licenciatura fueron la botánica y la biología evolutiva para realizar una comparación entre una filogenia obtenida con el algoritmo de la máxima parsimonia y otra conseguida con un algoritmo fenético. En su tesis de maestría continuó con la biología evolutiva, en el que reflexiona acerca de cómo se accede epistemológicamente a las relaciones históricas entre especies y otros taxa supra-específicos, el cual continúa en su tesis de doctorado aterrizando su análisis categorial en la homosexualidad y la relación de los mecanismos biológicos, la subjetividad y el poder.
Sus áreas de interés son el feminismo y filosofía, epistemología feminista, ciencia y género, historia de la homosexualidad, filosofía de la biología.

## Premios y distinciones
- 2018 Premio Distinción Universidad Nacional para Jóvenes Académicos en el área de Investigación en humanidades que otorga la UNAM.[1]
- 2020 Premio de Investigación en el área de humanidades que otorga la Academia Mexicana de Ciencias.[3]

## Publicaciones
Cuenta con 2 libros, 11 capítulos de libros, 19 artículos en revistas indexadas, y más de 30 textos de divulgación.

### Libros
- Alba Pons Rabasa y Siobhan F. Guerrero Mc Manus.(2018). Afecto, cuerpo e identidad. Reflexiones encarnadas en la investigación feminista
- Siobhan F. Guerrero Mc Manuc y Lucía Ciccia. (2020). Ciencia y Género: sexo, cerebro y experiencia materializada.

### Artículos
- Mc Manus, Siobhan (2018); “Biological Explanations and Their Limits: Paleoanthropology Among the Sciences” en Jeffrey Schwartz (ed.), Rethinking Human Evolution. The MIT Press: The Vienna Series of Theoretical Biology, pp. 31-52
- Guerrero Mc Manus, Siobhan y Leah Muñoz Contreras (2018); “Ontopolíticas del Cuerpo Trans: Controversia, Historia e Identidad” en Lucía Raphael De la Madrid y Antonio Gómez Cíntora (coordinadores), Diálogos diversos para más mundos posibles. UNAM-IIJ, pp. 71-94.
- Guerrero Mc Manus, Siobhan (2018); ““Let boys be boys and girls be girls”. Una lectura crítica del concepto de “Ideología de Género” desde la Epistemología Feminista” en María Celeste Bianciotti, María Nohemí González Martínez y Dhayana Carolina Fernández Matos (compiladoras), En todos los colores. Cartografías del Género y las sexualidades en América Latina. Ediciones Universidad Simón Bolívar, pp. 35-56.
- Guerrero Mc Manus, Siobhan F. (2017); “Populations of Misre/Cognition” en Perspectives on Science : 712-717.
- Guerrero Mc Manus, Siobhan (2018); “Naturalezas, culturas y arquitecturas disciplinarias: La infrapolítica de un debate (necesariamente) interminable” en Metatheoria 8(2): 77-85.
- Guerrero Mc Manus, Siobhan y Leah Muñoz Contreras (2018); “Epistemologías transfeministas e identidad de género en la infancia: del esencialismo al sujeto del saber” en Revista Interdisciplinaria de Estudios de Género de El Colegio de México, 4, 14 de mayo de 2018, e168.[5]